# Youth on Trial
Youth on Trial is een Amerikaanse dramafilm uit 1945 onder regie van Budd Boetticher.

## Verhaal
De jeugdrechter Julia Chandler wil een wegrestaurant sluiten, dat bekendstaat als trekpleister voor de kelderjeugd. In haar opdracht houdt de politie er een razzia. Rechter Chandler is helemaal van streek, wanneer ze ontdekt dat ook haar dochter Meg deel uitmaakt van dat baldadige tuig. Als Meg en haar vrienden ontsnappen, zet de jeugdrechter de andere jongeren onder druk om de schuilplaats van haar dochter te verklikken.

## Rolverdeling
| Acteur           | Personage      |
| ---------------- | -------------- |
| Cora Sue Collins | Cam Chandler   |
| David Reed       | Tom Lowry      |
| Eric Sinclair    | Denny Moore    |
| Georgia Bayes    | Meg Chandler   |
| Robert Williams  | Ken Moore      |
| Mary Currier     | Julia Chandler |
| John Calvert     | Jud Lowry      |